# Brokesie stromová
Brokesie stromová (Brookesia ebenaui) je drobný stromový ještěr z čeledi chameleonovitých. Je to endemit Madagaskaru, vyskytuje se pouze v jeho severním cípu a na ostrově Nosy Be.

## Popis
Dospělí jedinci dorůstají délky asi 7 cm. Tělo je bočně zploštělé a ocásek krátký. Přilba na hlavě je tvořena nepravidelnými trnovitými šupinami, hřbetní hřeben se skládá z tenkých jehlancovitých šupin a táhne se přes hřbet až na ocas. Prsty má srostlé v klíšťky, na hrudních končetinách srůstají tři vnější a dva vnitřní prsty, na pánevních je tomu naopak. Prsty jsou opatřené drápky a dlaně jsou pichlavé, trnovité šupiny se nacházejí i na horní straně nosu. Schopnost barvoměny je omezená, základní barva je hnědá.

## Výskyt
Brokesie stromová je vázána na nížinné tropické suché i deštné lesy v nadmořské výšce 650–800 metrů. Mezi brokesiemi je výjimečná tím, že nežije na zemi, ale vysoko v korunách stromů.

## Chov
Brokesii stromovou je možno chovat v párech v pralesním teráriu o minimálních rozměrech 60x40x60 cm nebo jednotlivě v teráriu o rozměrech 30x20x40 cm nebo větší. Ráda šplhá, proto musí být v teráriu dostatek větví či živých popínavých rostlin, a jedna nebo dvě stěny terária by měly být pokryté kůrou. V zajetí se krmí hmyzem přiměřené velikosti, malými cvrčky, zavíječi a jejich larvami nebo mouchami.